# Musculus chondroglossus
Der Musculus chondroglossus („Knorpel-Zungen-Muskel“) ist ein kleiner, beim Menschen etwa 2 cm langer quergestreifter Muskel des Kopfes. Er entspringt am kleinen Horn des Zungenbeins und strahlt in die Zunge ein, wo sich die Muskelfasern mit denen der Eigenmuskulatur der Zunge verweben. Der Musculus chondroglossus wird von einigen Autoren als Teil des Musculus hyoglossus angesehen, ist aber von diesem durch den Musculus genioglossus getrennt.